# Calyptranthes rostrata
Calyptranthes rostrata es una especie de planta fanerógama perteneciente a la familia Myrtaceae. Es originaria de Cuba.

## Distribución
Es un arbusto, a veces un pequeño árbol, endémico de los matorrales y bosques karsticos en la piedra caliza. Se encuentra en Monte Verde, en el distrito de Nipe-Yateras del este de Cuba.

## Taxonomía
Calyptranthes rostrata fue descrita por August Heinrich Rudolf Grisebach y publicado en Mem. Amer. Acad. Arts n.s., 8: 181 1861.